# Dasiops ahusatus
Dasiops ahusatus är en tvåvingeart som beskrevs av Korytkowski 1971. Dasiops ahusatus ingår i släktet Dasiops och familjen stjärtflugor.
Artens utbredningsområde är Peru. Inga underarter finns listade i Catalogue of Life.